# Jadwiga Bayerówna
Jadwiga Bayerówna (ur. 10 lutego 1887 w Uładówce, zm. 5 kwietnia 1967 w Zakopanem) – polska pianistka, nauczycielka muzyki.
W 1912 zdała egzamin nauczyciela muzyki we Lwowie (w komisji był m.in. Stanisław Niewiadomski). Po I wojnie światowej zamieszkała w Zakopanem, gdzie założyła pierwszą profesjonalną szkołę muzyczną na Podhalu. W początkowym okresie była to filia Zakładu Muzycznego M. Reyssówny ze Lwowa. Od 3 lipca 1919 przeszła na działalność w pełni samodzielną. Uczyła m.in. gry na fortepianie. Zatrudniała ponadto nauczycieli skrzypiec, solowego śpiewu oraz teorii muzyki. Szkoła funkcjonowała do 1939. Uczniowie corocznie dawali cieszący się popularnością koncert w sali lokalu „Morskie Oko”. Bayerówna grała ponadto częste koncerty fortepianowe w Zakopanem. W latach 1950–1951 i 1957–1965 nauczała gry na fortepianie w Państwowej Szkole Muzycznej w Zakopanem. Pochowana na Nowym Cmentarzu.